# Plutonium
Plutonium (Pu) är ett radioaktivt grundämne som tillhör aktinoiderna och är en silvervit metall. 

## Förekomst

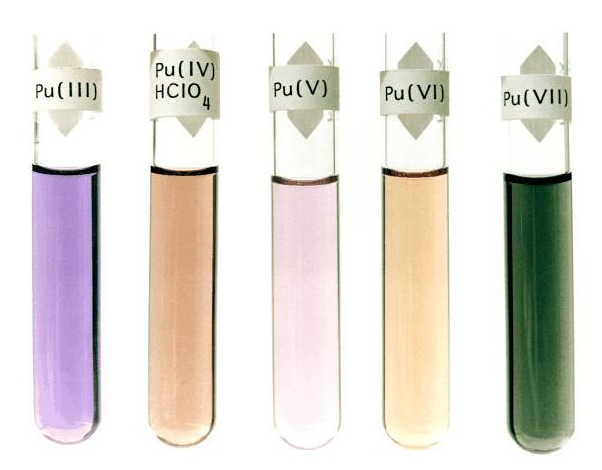
Plutonium i lösning har olika färger beroende på oxidationstal (vänster) och ligander (höger).

Ytterst små mängder plutonium förekommer i naturen. Små mängder 239Pu bildas i uranfyndigheter när 238U fångar in neutroner utsända vid spontan fission av andra 238U. 244Pu skapas i R-processen i supernovor och har den längsta halveringstiden av alla transuraner, tillräckligt lång för att en del atomer ska klara resan till solsystemet.
Plutonium är dock i huvudsak en transuran som framställs i kärnreaktorer genom neutronbestrålning av 238U.

## Egenskaper

### Allmänna egenskaper
Plutoniummetall är i ren form silvervit, men oxiderar snabbt och blir då matt grå eller eventuellt gul eller olivgrön. Till skillnad från de flesta material så ökar plutonium sin densitet med cirka 2,5 procent när det smälter. Plutoniums resistans vid rumstemperatur är hög i jämförelse med andra metaller och dess resistans ökar då temperaturen sjunker ända till 100 K, då resistansen snabbt sjunker fram till cirka 20 K, då den åter ökar. En legering av plutonium, kobolt och gallium, PuCoGa5, har visat sig vara supraledande under 18,5 K.

### Allotropi
Plutonium är ett allotropiskt material. Normalt har plutonium sex allotropiska tillstånd, men det kan bildas ytterligare en fas, ζ, vid hög temperatur och under ett begränsat tryck. Plutoniums allotropiska egenskaper utnyttjas vid konstruktionen av några av de allra minsta typerna av taktiska kärnvapen. Man har då en oval bestående av, i huvudsak, plutonium 239 som befinner sig i δ fas. Genom en linjär implosion bildas en sfär, och samtidigt övergår det till α fas. Således ökas densiteten från 15,92 g/cm3 till 19,86 g/cm3. Sammantaget leder det till att kedjereaktionen inleds och vapnet detonerar.
| Fas | Centrering   | System                      | Densitet (g/cm3) |
| --- | ------------ | --------------------------- | ---------------- |
| α   | Enkelt       | monoklint kristallsystem    | 19,86            |
| β   | Bascentrerat | monoklint kristallsystem    | 17,70            |
| γ   | Ytcentrerat  | ortorombiskt kristallsystem | 17,14            |
| δ   | Ytcentrerat  | kubiskt kristallsystem      | 15,92            |
| δ'  | Bascentrerat | tetragonalt kristallsystem  | 16,00            |
| ε   | Ytcentrerat  | kubiskt kristallsystem      | 16,51            |

#### Plutoniums α fas
Plutoniums α fas är ett enkelt monoklint kristallsystem vars densitet är 19,86 g/cm3.

#### Plutoniums β fas
Plutoniums β fas är ett bascentrerat monoklint kristallsystem vars densitet är 17,70 g/cm3.

#### Plutoniums γ fas
Plutoniums γ fas är ett ytcentrerat ortorombiskt kristallsystem vars densitet är 17,14 g/cm3.

#### Plutoniums δ fas
Plutoniums δ fas är ett ytcentrerat kubiskt kristallsystem vars densitet är 15,92 g/cm3.

#### Plutoniums δ' fas
Plutoniums δ' fas är ett bascentrerat tetragonalt kristallsystem vars densitet är 16,00 g/cm3.

#### Plutoniums ε fas
Plutoniums ε fas är ett ytcentrerat kubiskt kristallsystem vars densitet är 16,51 g/cm3.

### Hälsoaspekter
Plutonium är en tungmetall som dessutom är radioaktiv. Liksom alla andra tungmetaller är den giftig. Då den radioaktiva strålningen i huvudsak (utom för 241Pu) utgörs av alfastrålning, som inte tränger genom huden, är plutoniet farligt i första hand om det hamnar i kroppen, till exempel som damm som kan inandas eller hamna i mat. Död inom kort tid efter inandning av damm kräver ungefär samma dos av 239Pu som av kadmium (LD50=1,3 mg/kg). Plutonium som samlas i lever, lungor och skelett antas kunna leda till cancer på längre sikt, åtminstone om intaget är relativt stort.

## Plutoniumisotoper
| Kvalitet       | Isotop  | Isotop | Isotop | Isotop | Isotop  |
| Kvalitet       | 238Pu   | 239Pu  | 240Pu  | 241Pu  | 242Pu   |
| -------------- | ------- | ------ | ------ | ------ | ------- |
| Super-grade    | —       | 0,98   | 0,02   | —      | —       |
| Vapenplutonium | 0,00012 | 0,938  | 0,058  | 0,0035 | 0,00022 |
| Reactor-grade  | 0,013   | 0,603  | 0,243  | 0,091  | 0,050   |
| MOX-grade      | 0,019   | 0,404  | 0,321  | 0,178  | 0,078   |
| FBR blanket    | —       | 0,96   | 0,04   | —      | —       |

| Isotop | Neutroner från spontan fission 1/(g·s) | Värmeutveckling från sönderfall watt/kg |
| ------ | -------------------------------------- | --------------------------------------- |
| 238Pu  | 2,6×103                                | 560                                     |
| 239Pu  | 22×10−3                                | 1,9                                     |
| 240Pu  | 0,91×103                               | 6,8                                     |
| 241Pu  | 49×10−3                                | 4,2                                     |
| 242Pu  | 1,7×103                                | 0,1                                     |
| 241Am  | 1,2                                    | 114                                     |

### Plutonium-238
Isotopen 238Pu är kortlivad med en halveringstid av 88 år. Genom den intensiva alfastrålningen blir ett stycke av denna isotop upphettat till vitglödning. Detta utnyttjas i radioisotopgeneratorer som används som källa till elförsörjning i rymdsonder som är så långt från solen att  solceller inte kan användas, och behöver energi under så lång tid att bränsleceller, batterier eller andra typer av generatorer inte är användbara. De båda sonderna i Voyagerprogrammet drivs av tre radioisotopgeneratorer som vid starten 1977 genererade en effekt på totalt 500 W vilken år 2022 har sjunkit till 249 W. Cirka 2025 beräknas effekten ha sjunkit till en nivå där den inte längre räcker för att driva de vetenskapliga instrumenten.

### Plutonium-239
Isotopen 239Pu framställs genom transmutation då neutroner som bildas vid fission av 235U absorberas av 238U. De bildade 239U-kärnorna övergår via två betasönderfall först till 239Np och sedan till 239Pu. Isotopen har en halveringstid av 24 110 år. Kärnvapen innehåller vanligen minst cirka 6 kg av denna isotop.

### Plutonium-240
Isotopen 240Pu framställs genom transmutation då neutroner som bildas vid fission av 235U absorberas av 239Pu. Då isotopen producerar cirka 40 000 gånger mer neutroner på grund av spontan fission än 239Pu så räknas isotopen som en förorening i vapenplutonium och halten 240Pu får inte överstiga 5,8 % för att det skall vara praktiskt användbart i kärnvapen. Det går att göra kärnladdningar av plutonium med högre halter av 240Pu men dessa blir ineffektiva och får låg sprängkraft.

### Plutonium-244
Isotopen 244Pu är den mest långlivade med en halveringstid av 80 miljoner år. Denna förekommer i mycket liten mängd naturligt i jordskorpan.

## Användning
Plutoniums mest betydelsefulla användning torde vara som klyvbart material i fissionsladdningar.
Dess olika isotoper används även som reaktorbränsle och i radiotermoelektriska generatorer för rymdsonder.

## Sveriges innehav av plutonium
Försvarets Forskningsanstalt under ledning av Jan Rydberg byggde i början av 1950-talet upp ett plutoniumlaboratorium i Sverige där små mängder plutonium kunde isoleras redan 1954. 
Inom ramen för det svenska kärnvapenprogrammet anskaffade Sverige 100 gram plutonium från Storbritannien. När planerna på inhemsk plutoniumframställning övergavs överlämnades detta material till Institutt for Atomenergi (IFA) i Kjeller, Norge.
Det finns även stora mängder plutonium i lagret av använt kärnbränsle, men detta plutonium är inte separerat från övrigt material i bränslet, det vill säga andra transuraner, fissionsprodukter och urandioxid.